# Bobby Clarke
Robert Earle "Bobby" Clarke (Manitoba, 13 de agosto de 1949) é um jogador canadense de hóquei no gelo aposentado. Jogou entre 1969 e 1984 no Philadelphia Flyers da National Hockey League, sendo capitão da equipe e liderando o time ao bicampeonato da Copa Stanley em 1974 e 1975. Após sua aposentadoria, Clarke foi gerente geral dos Flyers (1983-1990, 1994-2006), Minnesota North Stars (1990-1992) e Florida Panthers (1993-94). Desde então é vice-presidente sênior dos Flyers.